# Teglio
Teglio – miejscowość i gmina we Włoszech, w regionie Lombardia, w prowincji Sondrio.
Według danych na rok 2004 gminę zamieszkiwało 4795 osób, 41,7 os./km².
Należy do ruchu Cittàslow.

## Zabytki
- XVI-wieczny renesansowy pałac Besta z bogatymi ściennymi malowidłami